# 佐伯站
佐伯站（日语：／ Saiki eki */?）是位於大分縣佐伯市，屬九州旅客鐵道（JR九州）的日豐本線車站。事務管號碼為▲920544。本站是佐伯市的中心車站，所有級別的列車均在此停靠。特急「日輪」及1班「音速」連接本站及博多站，而由福岡縣或大分站開出的普通列車亦全以本站為終點站。而本站至延岡站之間的路段為整條日豐本線中普通班次最疏的路段，一日只開出3來回，其中2來回更只止於重岡，因此往延岡的班次被稱為「全日本最早開出的末班車」。而本站也是大分縣最南端的特急車站。

## 車站構造

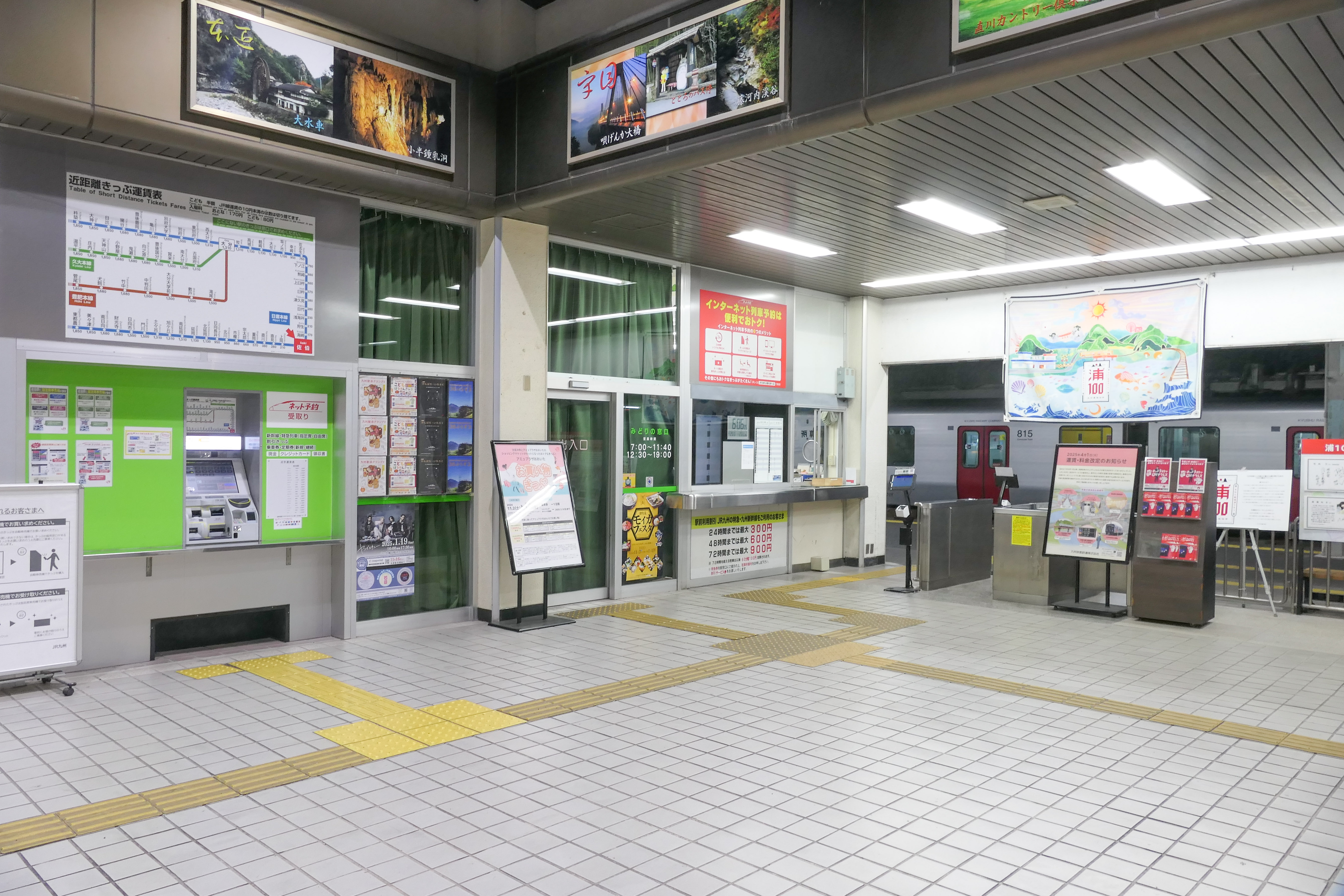
驗票閘口（2024年12月）

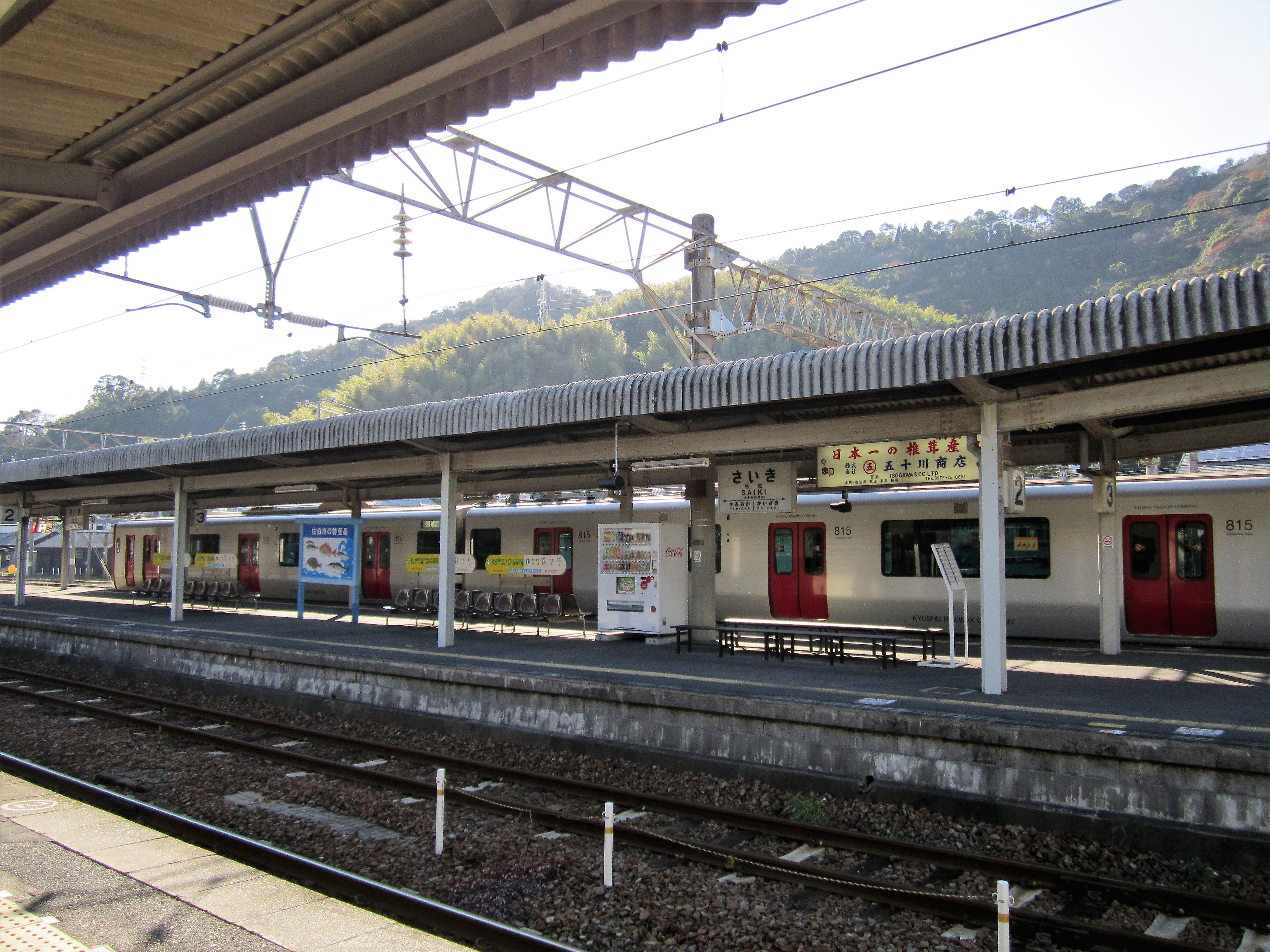
月台（2019年3月）

此站是地面車站，設有1面1線的單式月台和1面2線的島式月台，合共設有2面3線的混合式月台，另外設有數條留置線。此站的站房是一座鋼筋混凝土建築物。月台之間透過跨線橋連接，而月台上還設有已廢止的「彗星」、「富士」、「日南」車廂編號資訊。留置線在早上有數班列車進行更換作業。
此站為直營車站，站內設有綠色窗口。候車室內的Kiosk曾經設有商店販賣柿之葉壽司，但是在2017年9月結業。候車室內也掛著由已關校的佐伯市立上入津小學捐贈的黑板，該黑板用作留言板、也設有電視機與飲料自動販賣機。
車站正面側邊豎立著在佐伯市出身的幕內摔跤手「嘉風」的數支旗幟。

### 月台
| 月台 | 路線      | 上下行 | 方向                 | 備註         |
| ---- | --------- | ------ | -------------------- | ------------ |
| 1    | ■日豐本線 | 下行   | 延岡、宮崎方向       |              |
| 1    | ■日豐本線 | 上行   | 臼杵、大分、小倉方向 |              |
| 2    | ■日豐本線 | 上行   | 臼杵、大分方向       | 部分列車使用 |
| 3    | ■日豐本線 | 下行   | 延岡方向             | 部分列車使用 |
| 3    | ■日豐本線 | 上行   | 臼杵、大分、中津方向 | 從此站出發   |

## 歷史
- 1916年10月25日：鐵道院國有鐵道豐州本線伸延至此，開設佐伯站，讀法為[4][1]。
- 1920年11月20日：豐州本線從本站伸延至神原站[5]。
- 1962年1月15日：站名改讀為[1]。
- 1979年6月10日：現時第二代車站大樓落成[1]。
- 1987年4月1日：隨國鐵分割民營化，車站由九州旅客鐵道（JR九州）營運。
- 1992年3月14日：隨時間表改正，大部分上行列車使用鄰近車站大樓的1號月台[6]。
- 2017年：
- 9月17日：因颱風泰利的影響，使車站內水浸[7]。當日起暫停服務，而臼杵站至延岡站之間亦暫停服務。

- 9月19日：開設本站前往臼杵站及延岡站的臨時代行巴士，停各分站。
- 9月20日：延岡站至市棚站之間重開，延岡方向的代行巴士縮短至市棚站。另外，開設來往延岡站至臼杵站之間只停特急停車站的代行巴士。
- 9月25日：本站至市棚站之間重開，下行的代行巴士取消，而特急停車站的班次也停止服務。
- 12月18日：臼杵站至此站之間重開，代行服務終止。

- 2021年3月19日：因應車站無障礙化，新增兩部升降機，原有天橋上原有的藝術裝置被除去[14]。

## 使用狀況
在2020年度，1日平均乘車人次為567人：
| 乘車人員變遷 | 乘車人員變遷 |
| 年度         | 1日平均人次  |
| ------------ | ------------ |
| 2000         | 1,062        |
| 2001         | 1,065        |
| 2002         | 1,017        |
| 2003         | 969          |
| 2004         | 922          |
| 2005         | 855          |
| 2006         | 845          |
| 2007         | 854          |
| 2008         | 817          |
| 2009         | 761          |
| 2010         | 767          |
| 2011         | 784          |
| 2012         | 827          |
| 2013         | 837          |
| 2014         | 787          |
| 2015         | 814          |
| 2016         | 805          |
| 2017         | 712          |
| 2018         | 742          |
| 2019         | 728          |
| 2020         | 567          |
| 2021         | 576          |
| 2022         | 673          |
| 2023         | 710          |

## 車站周邊
車站位於中心市中心北部，靠近佐伯港。商業地區位於車站南邊1至2公里。站前設有迴旋路，設有巴士與的士站。
- 佐伯觀光諮詢台
- 佐伯港
- 海上自衛隊佐伯基地（日语：佐伯基地）
- 佐伯海上保安署
- 大分地方裁判所（日语：大分地方裁判所）佐伯分部
- 佐伯站前郵局
- 佐伯野岡郵局
- 佐伯郵局（日语：佐伯郵便局）
- 日本文理大學附屬高等學校（日语：日本文理大学附属高等学校）
- 大分縣立佐伯鶴城高等學校（日语：大分県立佐伯鶴城高等学校）
- 佐伯重工業造船所
- 大分銀行佐伯站前分店
- MaxValu（日语：マックスバリュ九州）佐伯店
- 國道217號（日语：国道217号）
- 國道388號（日语：国道388号）
- 佐伯城（日语：佐伯城）[1]
- 金水苑酒店（日语：ホテル金水苑）
- Route Inn（日语：ホテルルートイン）佐伯駅前
- FamilyMart  ＪＲ佐伯站店

## 巴士路線
來往佐伯站的所有巴士路線均由大分巴士營運。
- 一般巴士路線
  - 豐南高校、大手前方向、葛港方向（舊佐伯市內方向）
  - 海崎站、浪太、淺海井、津井、蒲戶、大濱入口方向（舊上浦町（日语：上浦町_(大分県)）方向）
  - 大手前、門前、久保（床木）方向（舊彌生町（日语：弥生町）東部方向）
  - 大手前、番匠、畑木、風連鍾乳洞、野津南、犬飼久原、戶次、大分縣立醫院、大分方向（舊彌生町、臼杵市野津（日语：野津町）方向）
  - 大手前、番匠、畑木、波寄、小半鍾乳洞、蟲月、上津川方向（舊本匠村（日语：本匠村）方向）
  - 大手前、番匠、直見站、直川站、橫川、重岡站、小野市方向（舊直川村（日语：直川村 (大分県)）、舊宇目町（日语：宇目町）方向）
  - 大手前、地松浦、廣浦、梶寄方向（舊鶴見町（日语：鶴見町 (大分県)）方向）
  - 大手前、土井、浦代、小浦、宮野浦方向（舊米水津村（日语：米水津村）方向）
  - 大手前、土井、畑野浦、尾浦、西野浦、蒲江方向（舊蒲江町（日语：蒲江町）方向）
  - 大手前、川井、青山、山口、蒲江、丸市尾、波當津方向（舊蒲江町方向）
- 縣南高速利木津巴士：大分機場（與大分交通聯營）

## 相鄰車站
九州旅客鐵道
■日豐本線
- 特急「日輪」「日輪喜凱亞」停車站、特急「音速」終點站。

海崎－佐伯－上岡

## 外部連結
- JR九州佐伯站 （页面存档备份，存于）